# Strullendorf
Strullendorf è un comune tedesco di 7 797 abitanti, situato nel land della Baviera.